# Estação Italie
Italie é uma estação da linha única do Metro de Rennes.